# Cortinarius xenosma
Cortinarius xenosma är en svampart som beskrevs av Soop 2003. Cortinarius xenosma ingår i släktet Cortinarius och familjen spindlingar.   Inga underarter finns listade i Catalogue of Life.